# L'uomo che torna da lontano
L'uomo che torna da lontano (L'homme qui revien de lointan) è una serie televisiva francese del 1977 diretto da Michel Wyn. 

## Trama
Francia, primi anni del XX secolo. Due fratelli, Jacques e André, si dividono tra due vite del tutto antitetiche. Ricco e solo il primo, indigente e sposato il secondo. L'omicidio di André da parte del fratello fa sì che egli torni come fantasma, proclamando il suo desiderio di vendetta contro gli assassini.